# Sebastiano Serlio
Sebastiano Serlio (Bolonya, 1475 - Fontainebleau, c. 1554) va ser un arquitecte manierista i tracadista italià que va formar part de l'equip italià que va construir el palau de Fontainebleau. Va ajudar a classificar els ordres clàssics de l'arquitectura mitjançant el seu influent tractat Tutte l'operi d'archittura et prospetiva.

## Biografia
Nascut a Bolonya, Serlio va viatjar a Roma el 1514, on va treballar a l'estudi de Baldassare Peruzzi. Allà va romandre fins que el Saqueig de Roma (1527) va produir la suspensió de totes les obres. Igual que Peruzzi, va començar la seva carrera com a pintor. Va viure a Venècia entre 1527 i 1540, però va deixar poques empremtes en aquella ciutat.

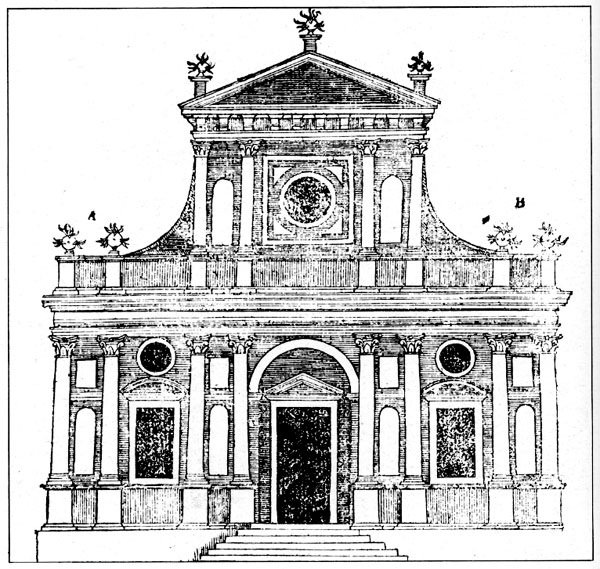
Model de façana d'església, Serlio, 1527, generant un format que va culminar al.

El primer volum del seu tractat va aparèixer a Venècia el 1537. El model de façana d'església proposat per Serlio constitueix una versió regularitzada, purificada i més clàssica del mètode innovador de dissenyar un front amb una nau voltada, flanquejada per dues ales laterals, imatge clàssica d'una forma gòtica, mostrada per primera vegada per Leon Battista Alberti a Santa Maria Novella, a Florència. Aquesta idea era a l'ambient a la dècada de 1530: diverses esglésies de l'època competeixen per la primacia, però el gravat de Serlio va posar el concepte a les mans de tots els arquitectes.
Aquest primer volum, més que qualsevol obra espectacular, és el que va atreure l'atenció de Francesc I de França. La carrera de Serlio va envolar-se quan va ser invitat a França pel rei per construir i decorar el castell de Fontainebleau, al costat d'un equip de dissenyadors i artesans italians. Serlio va acceptar a França d'altres encàrrecs privats, però l'únic que es manté actualment en forma recognoscible és el Castell d'Ancy-le-France, construït prop de 1546 Tonnerre a Borgonya.
Serlio mor a Fontainebleau prop de 1554.

## Llegat
La principal contribució de Serlio és -sens dubte- el seu pràctic tractat d'arquitectura. Va ser pioner a l'ús d'il·lustracions d'alta qualitat per complementar el text. Cinc volums del seu tractat van ser publicats a partir de 1537. Dos més, d'un total de vuit, es van publicar després de la seva mort. Difosos com un diccionari il·lustrat per a arquitectes, els volums de Serlio van ésser molt influents a França, els Països Baixos, i Anglaterra, com a compendi de l'estil renaixentista italià. Una versió del seu tractat va ser traduïda del neerlandès i publicada a Anglaterra el 1611 sota el títol The Five Books of Architecture (Els cinc llibres d'arquitectura). Els seus exemples van captivar l'atenció dels gravadors d'Anvers, els quals alhora van ser la inspiració principal de l'arquitectura jacobina. Els llibres de Sarlio van ser a les biblioteques de Sir Percival Christopher Wren i Robert Woods, l'inversor que va fer construir Bath.
El tractat va ser traduït al castellà el 1552 i publicat a Toledo per Juan de Ayala amb les mateixes il·lustracions que l'original italià. Les plantes i alçats de molts edificis romans van proveir allà també un útil repertori d'imatges clàssiques, i el llibre va ser reimprès el 1563 i el 1572.

## Obres
- Tutte l'opere d'architettura di Sebastiano Serlio Bolognese (facsímil) (en italià). 7 volums.  Venècia: Francesco de'Franceschi Senese, 1584. Reproducció facsímil en línia per la Biblioteca de la Universitat de Heidelberg